# 威訊通訊
威訊通信（英語：Verizon Communications，/vəˈraɪzən/），是美國一家主要科技電信公司，全球领先的宽带和电信服务提供商，道琼斯30种工业平均指数组成之一。公司總部位於紐約市，主要业务为语音通话、固定宽带和无线通信。旗下威訊无线（位于新泽西州巴斯金嶺）是美国最大的无线通信服务供应商。

## 历史
威訊通信的前身是「大西洋貝爾」（Bell Atlantic），為1983年美國電話電報公司（AT&T）所分拆的七个小貝爾（Baby Bells）之一。1997年大西洋貝爾與另一家小貝爾RBOC（地区性贝尔运营公司）紐約紐英倫電話公司合併，隨後在2000年收購通用電話電子（美國當時最大的本地電話交換公司），並改名為現在的「威訊」（Verizon）。「Verizon」是由兩個詞合成：前半部分來自「veritas」（真確），後半部分來自「horizon」（地平線）。
2013年9月2日，威訊同意以1300億美元向Vodafone收購其持有的雙方合資無線事業Verizon Wireless45%股權。這交易是有史以來第三大合併收購，亦標誌Vodafone撤出美國電訊市場。根據協議，Vodafone將取得589億美元現金以及價值602億美元的威訊股票；其餘100億美元將通過其他方式支付，包括威訊所持Vodafone意大利子公司23%的股權，以及威訊對Vodafone 50億美元的應付票據。
2013年，威訊取得歐巴馬健保制度的網站系統商資格，但是由於宕机連連，引起華府不滿，2013年11月份由惠普公司取代威訊的資格。
2015年5月12日，威讯宣布将以每股50美元、即总额44亿美元收购美国在线（AOL），这项交易将于2015年夏季完成。
2016年7月25日，威訊宣布将以48.3亿美元的现金收购雅虎的搜索、广告和邮件等互联网资产，完成收购后，雅虎将会与美国在线整合。
2016年8月2日，Verizon以24億美元現金收購GPS車輛追蹤公司Fleetmatics Group，以拓展車聯網及車隊管理市場
2017年5月，Yahoo!正式併入Verizon集團旗下，並且與AOL合併為新公司Oath。
2019年1月8日，Verizon集團旗下的Oath品牌名稱改為Verizon Media Group，並針對旗下媒體內容作部分調整。